# Juncus validus
Juncus validus är en tågväxtart som beskrevs av Frederick Vernon Coville. Juncus validus ingår i släktet tåg, och familjen tågväxter. Inga underarter finns listade i Catalogue of Life.